# 이상훈 (1933년)

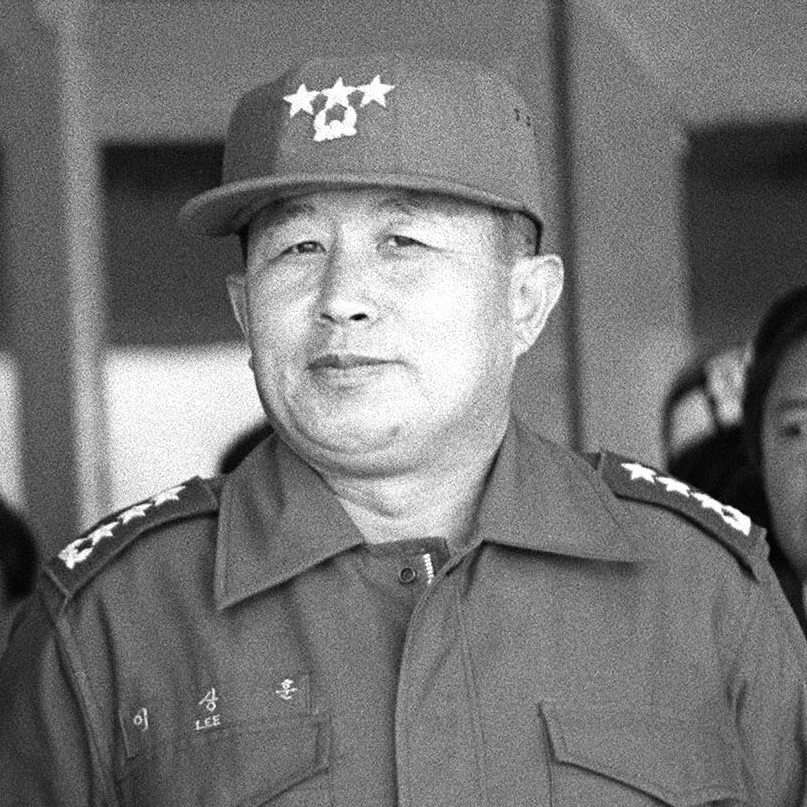
이상훈 중장, 1982년

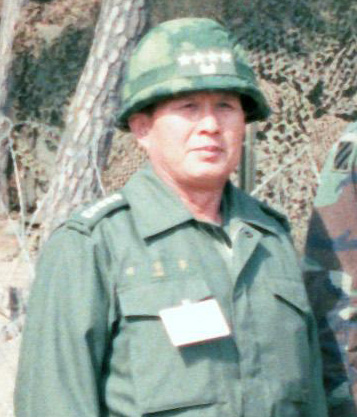
이상훈 대장, 1985년

이상훈(李相薰, 1933년 6월 26일~2023년 9월 11일)은 대한민국의 군인으로, 한미연합사 부사령관, 국방부 장관을 지냈다. 종교는 천주교이며, 세례명은 시몬이다. 이후 한국야구위원회 총재, 재향군인회장을 역임하였다.
1933년 6월 26일 충청북도 청원군에서 태어났으며, 경기고등학교와 육군사관학교, 육군참모대학을 거쳐 1970년 한미 제1군단 정보참모, 1980년 육군본부 작전참모부장을 지냈으며, 1983년 합참본부장, 1983년 8월 30일 중장에서 대장으로 승진하여 연합사 부사령관에 임명을 받았다. 1985년 육군 대장으로 예편하였다.
1986년 제5공화국에서 비상기획위원회 위원장을, 1988년 제6공화국의 제27대 국방부 장관을 역임하였다.
1996년 세종재단의 이사, 2000년부터 2006년까지 제29대,제30대 대한민국재향군인회 회장을 연임하였다.

## 학력
- 1951년: 경기고등학교 졸업
- 1955년: 육군사관학교 제11기 졸업
- 1957년: 육군보병학교 졸업
- 1967년: 육군대학 졸업
- 1977년: 서울대학교 경영대학원 경영학 석사 졸업

## 약력
- 1955년: 대한민국 육군 소위 임관
- 1961년 7월: 국가재건최고회의 의장 경호실 의전계장
- 1970년: 한미 제1군단 정보참모
- 1980년: 육군본부 작전참모부장
- 1981년: 육군 제3군단장
- 1983년: 합동참모본부 본부장
- 1983년: 제4대 한미연합사령부 부사령관
- 1985년: 예편(대장)
- 1986년: 제7대 비상기획위원회 위원장
- 1988년: 제27대 국방부장관
- 1991년: 경기고등학교총동창회 부회장
- 1992년 5월 27일~1993년 7월 15일: 제3대 한국야구위원회(KBO) 총재
- 1995년: 자유민주연합 특임위원
- 1996년: 세종재단 이사
- 2000년 4월 22일~2003년 4월 22일: 제29대 대한민국재향군인회 회장(초임)
- 2003년 4월 22일~2006년 4월 21일: 제30대 대한민국재향군인회 회장(중임)
- 2006년 5월~2016년 8월: 애국단체총연합회 상임의장
- 2012년 10월 11일~2023년 9월: 제2대 서초포럼 운영위원회 위원장 겸 명예회장

## 같이 보기
- 재향군인회

## 가족 관계
- 배우자: 안정숙
  - 아들: 이웅희, 이장희
- 동생: 이상문, 이상철

## 이상훈을 연기한 배우들
- 차광수 - 1993년 《제3공화국》 MBC 드라마(단역)

## 참고 자료
- “이상훈”. 엠파스 인물검색. 2007년 11월 11일에 확인함.
- “역대 정부부처 장차관 - 국방부”. 동아일보. 2007년 8월 8일에 원본 문서에서 보존된 문서. 2008년 3월 4일에 확인함.
- 대한민국 재향군인회

| 전임 박노영 | 제4대 한미연합사령부 부사령관 1983년 8월~1985년 5월 | 후임 한철수 |

| 전임 차규헌 | 제7대 비상기획위원회 위원장 1986년 8월 27일~1988년 12월 4일 | 후임 최문규 |

| 전임 오자복 | 제27대 국방부 장관 1988년 12월 4일~1990년 10월 8일 | 후임 이종구 |